# Sterling, Colorado
Sterling är en stad (city) i Logan County, i delstaten Colorado, USA. Enligt United States Census Bureau har staden en folkmängd på 14 725 invånare (2011) och en landarea på 19,7 km². Sterling är huvudort i Logan County.